# Tandilia leucanidia
Tandilia leucanidia là một loài bướm đêm trong họ Noctuidae.